# Luchibang
Luchibang is een geslacht van uitgestorven pterosauriërs, behorende tot de Pterodactyloidea, dat leefde tijdens het Vroeg-Krijt in het gebied van de huidige Volksrepubliek China. De enige benoemde soort is Luchibang xinzhe.

## Vondst en naamgeving
In het begin van de eenentwintigste eeuw verwierf het Erlianhaote Dinosaur Museum via illegale fossielenhandelaren het skelet van een pterosauriër. Het zou afkomstig zijn uit de omgeving van het dorp Liutiaogou, nabij Dashuangmiao in Ningcheng, Binnen-Mongolië. In 2009 werd David Hone door Xu Xing gevraagd het exemplaar te beschrijven. De publicatie van het artikel werd echter vele jaren uitgesteld doordat in de peer review twijfel geuit werd over de authenticiteit van het fossiel. In 2018 werd de vondst gemeld op de Flugsaurier-conferentie van dat jaar in Los Angeles waarna met ondersteuning van andere experts het artikel herschreven kon worden.
In 2020 werd de typesoort Luchibang xinzhe benoemd en beschreven door David W.E. Hone, Adam James Fitch, Ma Feimin en Xu Xing. De geslachtsnaam is een combinatie van het Chinees lu, 'reiger', en chibang, 'vleugel'. De naam eert volgens het artikel tevens de kort ervoor overleden paleontoloog Lü Junchang, maar hij kwam al voor in de originele versie uit 2011. De soortaanduiding is het Chinees xinzhe, 'wandelaar', als verwijzing naar de lange achterpoten. In lijsten en kladogrammen van het artikel wordt de soortnaam Luchibang wuke gebruikt, volgens Hone een eerdere versie van de naam die er bij het proeflezen doorheen geglipt is. Wuke betekent 'reiziger'. The Life Science Identifier van het geslacht, wegens het publiceren in een elektronisch tijdschrift verplicht voor de geldigheid van de naam, is 26BC3ED2-B096-446B-B8D4-35E5E3E99948.
Het holotype ELDM 1000 is vermoedelijk gevonden in een laag van de Yixianformatie die wellicht dateert uit het Aptien. Het bestaat uit een vrijwel compleet skelet, platgedrukt op een enkele plaat. Alleen de achterkant van de schedel, de twee voorste halswervels, de sternale ribben, de staart, een prepubis en de linkerpols en -pteroïde ontbreken. Het skelet ligt grotendeels in verband en is van onderen zichtbaar, met de ledematen gespreid. Het betreft een jong dier.

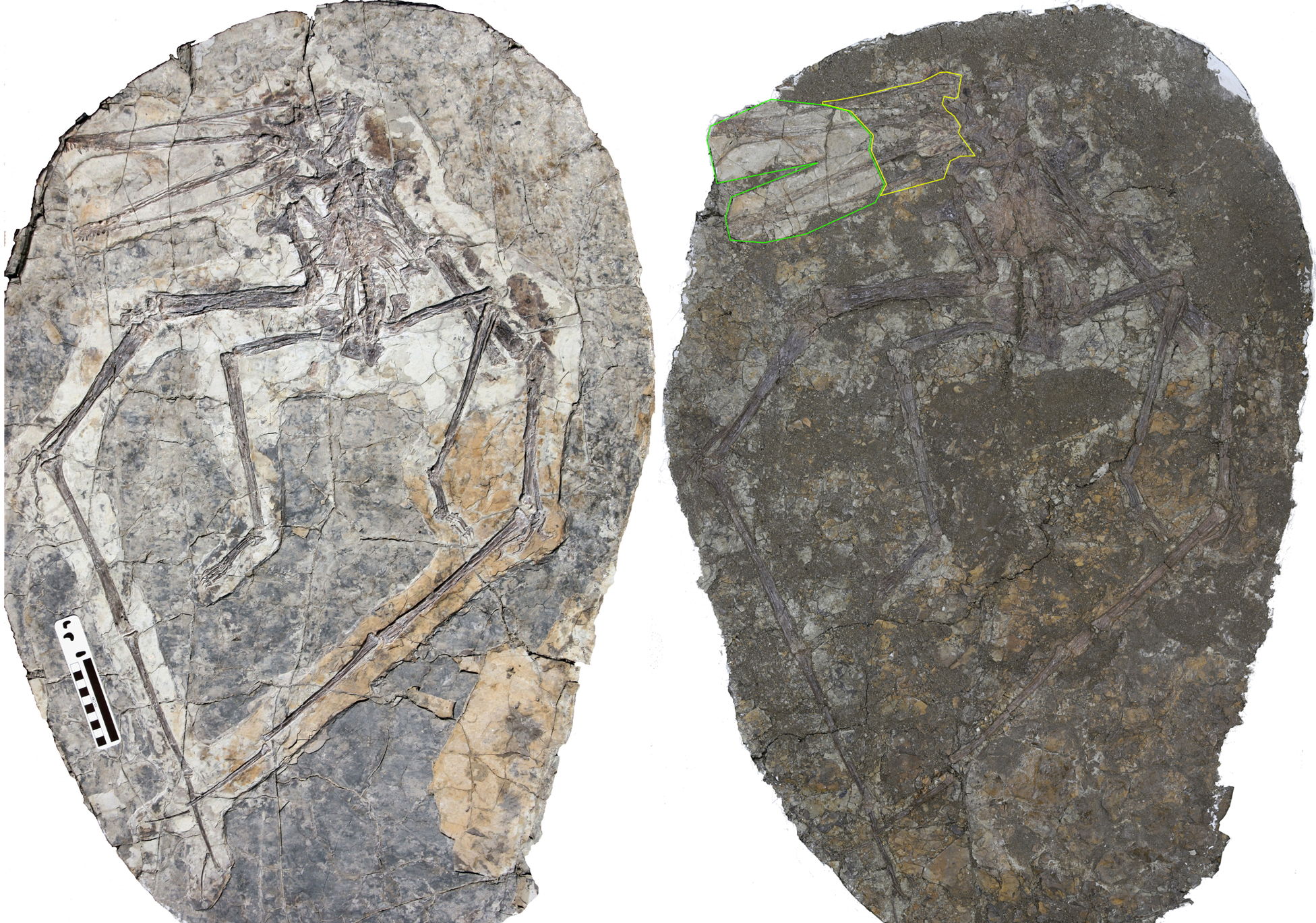
De chimaera voor en na de vochtschade

De handelaren hadden het specimen al geprepareerd. Het gesteente rond de kop heeft een iets afwijkende kleur. De postcrania hebben proporties die typisch zijn voor Azhdarchoidea met lange benen en voeten, maar de kop is duidelijk niet azhdharchoïde. De nek is naar links gekromd en ligt niet in verband met de kop. Handelaren in China vervalsen vaak fossielen. Het zou dus kunnen dat ze hier een kop en een romp hadden samengevoegd om de waarde te verhogen. Hone en C. Rodgers prepareerden daarom de zone van de kop verder maar konden geen spoor vinden van een verbindende lijmlaag. Ze concludeerden dat de combinatie kop-romp authentiek was. Naast beenderen lijkt het specimen stukken huid te bewaren.
De plaat bewaart ook twee skeletten van kleine vissen, vermoedelijk van het geslacht Lycoptera, een onder de romp, de ander tussen de opengesperde kaken.
Hone heeft gemeld dat in China een mogelijk tweede fossiel van het taxon geprepareerd is.
Enkele jaren later echter, overstroomde het depot van het Inner Mongolia Museum of Natural History. Toen bleken door de vochtschade delen van de kop los te laten. Nader onderzoek toonde aan dat niet zozeer de kop aan de romp geplakt was maar dat van een snuit en een apart stuk schedel de hele oorspronkelijke matrix verwijderd was waarna een nieuwe kunstmatige matrix was aangebracht die de illusie schiep dat beide delen één geheel vormden dat dus in feite een chimaera was. Hone besloot het holotype nu te beperken tot de snuit. Er was nu geen bewijs dat dit aan een jong dier toebehoorde.

## Beschrijving

### Grootte en onderscheidende kenmerken
De chimaera-postcrania behoren aan een exemplaar met een vleugelspanwijdte van ruim twee meter. De snuit van het holotype behoort wellicht aan een dier met een vlucht van drie meter. Aangezien ze van een jong dier zijn, zou de volwassen grootte van de postcrania nog aanzienlijk hoger hebben kunnen liggen.
De beschrijvers stelden enkele onderscheidende kenmerken vast ten opzichte van de Istiodactylidae. Twee daarvan zijn autapomorfieën, unieke afgeleide kenmerken. Het borstbeen is groot en rechthoekig met een rechte achterrand. Het dijbeen heeft meer dan 80% van de lengte van de ellepijp.
Daarnaast is er een unieke combinatie van op zich niet unieke kenmerken. Het borstbeen heeft vooraan geen verticale verbreding. In het achterste deel van de kaken staan de tanden ver uiteen. De symfyse tussen de dentaria van de onderkaken is in bovenaanzicht viermaal langer dan breed. De takken van de onderkaken zijn lang en smal, twintigmaal langer dan breed in bovenaanzicht.
Omdat Luchibang de meest complete istiodactylide is die men kent, zouden er nog meer onderscheidende kenmerken kunnen zijn: dat kan wegens het ontbreken van overlappend materiaal nog niet nagegaan worden.
In 2024 was Hone gedwongen de hele diagnose om te gooien. Geen van de oorspronkelijke autapomorfieën had immers op de snuit betrekking. Die vervielen nu dus.
De nieuwe diagnose leidde: de snuit heeft vooraan geen bovenste verbreding. In het achterdeel van de kaken staan de tanden ver uit elkaar. De symfyse tussen de dentaria van de onderkaken is in bovenaanzicht viermaal langer dan breed. De takken van de onderkaken zijn lang en smal, twintigmaal langer dan breed in bovenaanzicht. Die laatste twee kenmerken waren dus niet veranderd.

### Skelet

#### Schedel en onderkaken
Het skelet is in zijn algemeenheid weinig gepneumatiseerd. Luchtholten zijn aanwezig maar de gebruikelijke toegangen, de pneumatoporen, lijken te ontbreken. Dit zou kunnen wijzen op een zeer jonge leeftijd.
De schedel van het holotype heeft een bewaarde lengte van 268 millimeter. Alleen de snuit is aanwezig en daarvan ontbreekt nog ongeveer een halve centimeter van de uiterste punt. Slechts de vergroeide praemaxilla en maxilla, het bovenkaaksbeen, zijn over. Het achterste deel van de schedel was vermoedelijk erg kort. Helemaal op het achtereind lijkt een kleine lage halfronde kam aanwezig te zijn, van vijfentwintig bij zes millimeter, of wellicht alleen het begin van een kam. Andere istiodactyliden bezitten überhaupt geen (verbeende) kam. De schedel is laag en zeer langwerpig, naar voren spits toelopend. De snuit kromt iets naar boven. Vooraan is het bovenprofiel iets afgerond. De zijwand van de snuit wordt grotendeels gevormd door een grote schedelopening, de fenestra nasoantorbitalis. Bij de breuk achteraan is de snuit zesenvijftig millimeter hoog waarvan de opening zesendertig millimeter uitmaakt.
De vooraan vergroeide onderkaken hebben een lengte van 233 millimeter. Hun symfyse heeft in bovenaanzicht een schepvormig afgerond profiel. Aangezien die in de bovenkaken moet hebben gepast, zal ook de snuit vooraan overdwars verbreed zijn geweest. De symfyse eindigt zesenvijftig millimeter van de voorste kaakpunt en is vooraan twee centimeter breed. De tak van iedere onderkaak is twaalf millimeter breed.
De tanden zijn robuust, een typisch istiodactylide kenmerk. Afwijkend is echter dat de kronen niet overdwars afgeplat zijn. De basis heeft een ronde dwarsdoorsnede. De kronen zijn echter tamelijk stomp, een halve centimeter hoog en met een diameter van 3,5 millimeter, en duidelijk naar binnen gekromd. Ze lijken daarmee niet op de kegelvormige spitse tanden van visetende pterosauriërs. De langste tand is 6,5 millimeter lang. De kronen zijn aan de basis niet ingesnoerd. De tandwortels zijn even lang als de kronen, met een driehoekige doorsnede. De tanden beperken zich tot het voorste deel der kaken. Vooraan staan ze dicht opeen, vrijwel zonder tussenruimte. De tanden in de symfyse vormen zo een aangesloten boog. Meer naar achteren staan ze al wat losser en de achterste hebben grote tussenruimten. In de zichtbare linkerbovenkaak zijn zes tanden bewaard. Waarschijnlijk waren er minstens negen en vermoedelijk twaalf, voor een totaal in de snuit van vierentwintig. De achterste tand ligt direct achter de voorrand van de fenestra nasoantorbitalis, op achtenvijftig millimeter van de voorste snuitpunt. In iedere onderkaak staan twaalf tanden voor een totaal in de kop van achtenveertig. Hone nam aan de dat de tanden van bovenkaken en onderkaken in elkaar grepen.
Het tongbeen is bewaard gebleven, 143 millimeter lang. Het heeft de vorm van een langgerekte voorste tak van zevenenzeventig millimeter die zich achteraan in twee kleinere takken splitst.

#### Postcrania
De postcrania behoren wellicht in feite aan Sinopterus maar wellicht aan een nog onbekende soort, niet Luchibang.
De halswervels zijn matig langgerekt, ongeveer vier centimeter lang en twee breed. De achterste gewrichtsuitsteeksels zijn duidelijk langer dan de voorste, welke niet voor het wervellichaam uitsteken. Hone gaat uit van acht halswervels en dertien ruggenwervels. Deze laatste zijn ongeveer een centimeter lang. De ribben hebben aan hun basis een diameter van een halve centimeter. De buikribben zijn vier centimeter lang. Er zijn vijf sacrale wervel zichtbaar, vergroeid tot een blok van vijfenveertig millimeter lengte. Ze hebben lange nauwe sacrale ribben met een lengte die gelijk is aan de breedte van het wervellichaam. Deze ribben zijn niet met het bekken vergroeid, een teken dat het om een jong dier gaat. Vermoedelijk is de staart geheel verloren gaan maar twee kleine elementen bij het linkerzitbeen kunnen de uiterste staartwervels zijn. In dat geval was de staart erg beperkt van omvang.
Het schouderblad is recht en robuust. Het is niet met het ravenbeksbeen versmolten tot een scapulocoracoïde, wat weer duidt op een jonge leeftijd. De uiteinden zijn opvallend sterk verbreed en datzelfde geldt voor het ravenbeksbeen. Als dat geen tafonomisch effect is van de fossilisatie, zou het een autapomorfie kunnen zijn. De uiteinden zijn daarbij afgerond als bij Nurhachius. De lengte van het schouderblad is niet precies vast te stellen; het is vermoedelijk iets korter of wellicht even lang als het ravenbeksbeen dat zeven centimeter meet. Dit heeft een raakvlak van drie centimeter met het schouderblad terwijl het onderste uiteinde zestien millimeter breed is. Deze uiteinden zijn eenvoudige facetten, geen zadelgewrichten. Het borstbeen vormt een forse rechthoek van tachtig bij vijfenzeventig millimeter. Misschien is er een begin van een cristospina maar geen duidelijk verbreding naar beneden toe. Wellicht was een verbreding slechts als kraakbeen aanwezig maar Hone speculeerde dat het volledig ontbrak, net als bij Nurhachius. Zo lijkt het borstbeen meer op dat van Pteranodon dan op dat van andere istiodactyliden.
Het opperarmbeen is elf centimeter lang met een minimale schachtbreedte van vijftien millimeter. Het boveneind is afgerond, het ondereind recht. Onderaan liggen de groeistijlen, de epifysen, los. De deltopectorale kam beslaat zesendertig millimeter van de schacht en steekt achttien millimeter uit. De kam heeft een afgeronde onderrand en een insnoering in het midden als bij Nurhachius. De ellepijp is 173 millimeter lang en maar een vijfde dikker van het spaakbeen. Dat verschilt van andere istiodactyliden waar het spaakbeen duidelijk dunner is. De pols omvat vijf blokvormige carpalia. Het pteroïde is recht, negenentwintig millimeter lang en vier breed. Het vierde middenhandsbeen is 182 millimeter lang, dus langer dan de ellepijp terwijl het bij verwanten typisch korter is, en flink taps toelopend door een basis van negenentwintig millimeter en een uiteinde van vijftien millimeter. De overige middenhandsbeenderen zijn vermoedelijk tamelijk kort met vijfenzestig millimeter. De kootjes van de eerste drie vingers zijn dun maar met een brede basis. De handklauwen zijn met zo'n achttien millimeter lang en sterk gekromd, met scherpe punten en diepe bloedgroeven; bij Nurhachius zijn die ondiep. De vier kootjes van de vleugelvinger hebben een respectievelijke lengte van 219, 174, 115 en 55 millimeter en verkorten zich dus sterk naar het uiteinde toe. De vinger maakt ongeveer de helft van de vleugellengte uit, wat normaal is.
De prepubis vormt een groot losliggend element, rechthoekig met een lengte van zesendertig millimeter en een breedte van achttien millimeter. Een tien millimeter lange punt wijst naar het schaambeen. Het darmbeen is vijfenzestig millimeter lang. Het heeft een afgerond voorblad. Het heupgewricht heeft een diameter van dertien millimeter. Het schaambeen vormt een afgerond driehoek die met een punt met het zitbeen is verbonden. Deze achterste tak is overdwars dun en doorboord door een klein foramen van vijf bij twee millimeter. Ook de zitbeenderen zijn afgeronde driehoeken, iedere zijde zevenentwintig millimeter lang.
Het dijbeen is met 143 millimeter een 30% langer dan het opperarmbeen. De schachtbreedte is dertien millimeter. De nek, haast in het verlengde van de schacht staand maar ervan gescheiden door een duidelijke 'schouder',  is relatief lang met zeven millimeter en vrij dun. Het scheenbeen is met 212 millimeter anderhalfmaal langer dan het dijbeen; bij Nurhachius is het ongeveer even lang. Het kuitbeen is maar een klein element, ruim zes centimeter lang en bovenaan over vier millimeter breedte met het scheenbeen vergroeid.
De middenvoet is lang met vijfenveertig millimeter en schijnbaar smal met drie millimeter. Wellicht dat door de oriëntatie van de voeten de smalte overdreven wordt. Het vijfde middenvoetsbeen is korter met achttien millimeter maar relatief robuust door een breedte van zes millimeter. De tenen zijn lang en recht. De voetklauwen zijn ook recht maar eindigen in scherpe naaldvormige punten.

### Huid
De stukken gevonden huid bevinden zich achter de kop, boven de linkerschouder, bij de rechter- en linkerellepijp, en rond de basis van de linkermiddenhand. Op deze stukken zijn geen actinofibrillen te zien, de vezels die de vluchtmembranen op spanning houden. Kennelijk gaat het dus om huid van de rest van het lichaam. Pycnofibers, de isolerende haren van pterosauriërs, zijn echter ook afwezig. Het zouden dus stukken naakte huid betreffen. De beschrijvers wijzen erop dat bij verschillende huidige warmbloedige zoogdieren of vogels op sommige delen van het lichaam de vacht of het verenkleed ontbreekt; bij deze soort zou zich dan iets vergelijkbaars voordoen. Huidvondsten, afgezien van membranen, zijn zeldzaam bij pterosauriërs.

## Fylogenie
Luchibang werd, ook in een gemoderniseerde analyse door Adam Fitch, in de Istiodactylidae geplaatst, als zustersoort van een klade gevormd door Istiodactylus en Liaoxipterus brachyognathus. Mogelijkerwijs is het de grootste bekende istiodactylide en verder het best bekende taxon uit de groep.
Typisch istiodactylide kenmerken van Luchibang zijn de zeer lange en hoge fenestra nasoantorbitalis, de tandwortels met een driehoekige doorsnede, de brede afgeronde kaakpunten, een beenwand vóór de fenestra die minder dan 30% van de totale snuitlengte beslaat, voorste tanden die dicht opeen staan en het feit dat de snuitwanden in zijaanzicht vrijwel evenwijdig lopen voordat ze het ronde voorste deel bereiken.

## Levenswijze
De twee bij het skelet aangetroffen visjes zouden kunnen duiden op een levenswijze als viseter. Het zou kunnen dat het visje onder de romp bij de fossilisatie uit de buikholte gegleden is en het visje tussen de kaken is opgehoest en beiden dus in eerste instantie waren verzwolgen. De beschrijvers vonden dit toch niet zo waarschijnlijk. De visjes lijken te klein om een normaal deel van een dieet van een zo groot dier te kunnen vormen. Ze kunnen ook bij toeval bij het skelet zijn gespoeld. In de matrix lijken ook andere stukken planten- en dierenmateriaal aanwezig.
De lange achterpoten en grote voeten zouden kunnen wijzen op een levenswijze als landdier dat veel op de grond doorbracht, de oevers van meertjes afzoekend naar eten. De langere poten zouden er ook voor hebben kunnen gezorgd dat het membraan naar de armen van voor naar achter breder was. Zulk een geringe vleugelslankheid is ongunstig voor het als viseter boven de wateren kruisen maar nuttig voor het snel naar beneden duiken of opstijgen, zoals een 'oeverpterosauriër' vaak gedaan moet hebben.
De tanden staan te ver uit elkaar om het filteren van voedsel mogelijk gemaakt te hebben. Istiodactyliden worden vaak als aaseters gezien. De tanden van Luchibang zijn echter vrij stomp en dus niet zo geschikt om vezels vlees uit een karkas te plukken.